# NGC 5343
NGC 5343 је елиптична галаксија у сазвежђу Девица која се налази на NGC листи објеката дубоког неба.
Деклинација објекта је - 7° 35' 18" а ректасцензија 13h 54m 11,7s. Привидна величина (магнитуда) објекта NGC 5343 износи 12,9 а фотографска магнитуда 13,9. NGC 5343 је још познат и под ознакама MCG -1-35-19, PGC 49412.